# ناحية حمام واصل
ناحية حمام واصل إحدى نواحي سوريا تتبع إداريّاً لمحافظة طرطوس منطقة بانياس ومركزها بلدة حمام واصل، بلغ تعداد سكان الناحية 8,522 نسمة حسب التعداد السكاني لعام 2004.

## بلدات وقرى ناحية حمام واصل
بلعدر، باملاخا، بيت عثمان، حمام واصل، جويتي، الكريم، خربة القبو، المروية، التون القرق، نعمو الغربية، زهرة الجبل، سريجس.